# Lou Diamond Phillips
Lou Diamond Phillips (født Lou Diamond Upchurch; 17. februar 1962) er en amerikansk film, tv og teaterskuespiller. Han fik den mandlige birolle Golden Globe pris-nominering for sin rolle i Stand and Deliver og en Tony Award nominering for sin rolle i The King and I.
Uden for skuespil, er han blevet kendt for at komme i top 3% af feltet i 2009 World Series of Poker - VM No Limit Texas Hold'em hovedbegivenhed.

## Opvækst
Phillips blev født som Lou Diamond Upchurch på Subic Bay US Naval Station i Zambales i Filippinerne som søn af Lucita Aranas og Gerald Upchurch, en amerikansk søofficer. Han har forskellige etniske rødder, med en far, som var en amerikansk af skotsk-irsk og en fjerdedel Cherokee afstamning, og hans mor, en indfødt af Candelaria og en Filipina af spansk, kinesisk og japansk afstamning. Phillips blev opkaldt efter marine-legenden Lou Diamond og tog efternavnet "Phillips" fra sin stedfar.
Han voksede op i Texas, hvor han gik på Mel Bluff High School i Corpus Christi. Han tog eksamen fra University of Texas i Arlington med en BFA i drama.

## Karriere
Den første low-budget film, han medvirkede i hed Trespasses. Phillips store gennembrud kom med hovedrollen i filmen La Bamba fra 1987, hvor han spillede den unge rock'n'roll-stjerne Ritchie Valens. Forud for hans filmiske gennembrud, medvirkede han i Miami Vice-episoden "Red Tape" fra 1987, hvor han skildrede den fiktive detektiv Bobby Diaz.
I 1988 og 1990 medvirkede Phillips med Emilio Estevez og Kiefer Sutherland i cowboyfilmene Young Guns og Young Guns II, hvor han spillede Jose Chavez y Chavez, en historisk Old West-forbryder.
I 1996 fik Phillips sin Broadway-debut som kongen i Richard Rodgers og Oscar Hammersteins II i The King and I. Phillips vandt en Theatre World Award og blev nomineret til både en Tony Award og en Drama Desk Award for sin præstation.
I 1998 havde han hovedrollen som Cisco, modstykket til hovedpersonen Melvin Smiley (spillet af Mark Wahlberg, som var startskuddet på hans karriere) i actionkomedien The Big Hit.